# Kétsoprony
Kétsoprony község Békés vármegye Békéscsabai járásában. 1952. január 1-jén alakult.

## Fekvése
Kétsoprony község Békés vármegye középső térségében található. Szomszédai: északkelet felől Kamut, kelet felől Békéscsaba, délkelet felől Telekgerendás, délnyugat felől Csorvás, északnyugat felől pedig Kondoros.
Érdekesség, hogy a község egyik településrésze, mely légvonalban mintegy 1,5 kilométer távolságra fekszik Kétsopronytól északkeleti irányban, a Kutyaszorító nevet viseli. 2001-es adatok szerint Kutyaszorító lakónépessége 46 fő, a lakások száma 28 volt.

### Megközelítése
Közigazgatási területén áthalad, nagyjából kelet-nyugati irányban a 44-es főút, így ez a leginkább kézenfekvő közúti megközelítési útvonala Kecskemét-Szarvas és Békéscsaba felől is. A főút ugyanakkor északról elkerüli a község belterületét, az csak a 44 108-as számú bekötőúton érhető el. Nyugati határszélén a Kondoros-Csorvás közti 4409-es út halad végig, arról egy számozatlan önkormányzati úton érhető el a település központja. Határát északon érinti még a 4644-es út, amely Békéssel, valamint délkeleten a 4411-es út, amely Telekgerendással teremt az itt élők számára összeköttetést.

## Története
Kétsoprony neve ószláv eredetű (Sopa: karám, fészer, szín). Valamikor két helységből állt. Templommal már az Árpád-korban rendelkezett. Mátyás király idejében Keth-Soprony, majd Sopron, 1560-ban Ket-Sopron, 1557-ben pedig Mezőkén Söbrön alakban írva említik. A 18. század közepén Mező-Két-Sopronnak nevezték, ma újra Kétsoprony a neve. Fényes Elek még mint Nagy-Sopron pusztát említi 1870-ben. Neve alapján feltételezhetjük, hogy keletkezése a népvándorlás korára nyúlik vissza. Egyik 1773-ból származó okmány úgy emlékszik meg róla, hogy akkor „még meglátszottak a hajdani soproni templomnak fundamentumai, s a nép állította, hogy az anyagot a török hordta el Gyulára és Szarvasra.”
Az Árpád-korban a szekcsői Herczeg család kezén találjuk, majd Mátyás idejében az Ábránffyak birtoka. Zsigmond idején királyi adományként a Hédervári család kapja meg. Később V. László kezére kerülhetett, mert 1455-ben ő adományozta Hunyadi Jánosnak. Hunyadit az aradi káptalan minden ellentmondás nélkül be is iktatta birtokába. 1508-ban Ábrahámfi János nehéz körülményei miatt nyolcezer aranyforintért elzálogosította – egyebek közt – a Békés vármegyei Gerla, Csaba, Mezőmegyer, Vésztő, Mágor, Fás, Ógerendás, Csorvás, Apáti, Kétsoprony, Ördöngős, más néven Csákóhegyese nevű birtokrészeit Haraszti Gergelynek és fiának, Gáspárnak.
A két különálló falunak külön-külön földesura volt, akik külön bírákat is tartottak. Így 1559-ben Ábránffy István Czintál Ferencet, Ábránffy Gáspár Nagy Mátyást, Székely Miklós pedig Erdős Bálintot rendelte a maga jobbágyai fölé. 1563-ban már 53 család lakta a települést, tehát a lakosok száma körülbelül 280 körül mozgott. Az ebből az időből való családnevek: Bak, Dezső, Polgár, Tiszai, Tircsi és Zsíros. 1557-1558-ban már a török is készített összeírást (deftert) a megye területéről, vagyis ez időtől kezdve a csabai jobbágyok is kétfelé adóztak. A defter tanúsága szerint Csabán ekkor 29 ház volt. A lakosok száma az 1556-i helyzethez képest mintegy felére csökkent. (A pillanatnyi helyzetet rögzítő török defter Csabát közepes nagyságú falunak mondja. Szomszédságában Békésen 200, Csorváson és Mezőmegyeren 30-30, Mező-Kétsopronban 23, Csatáron 10, Gerlán 9, Veszén 6 házat írtak össze). Az 1561. évi összeírás szerint nemesi családok lakták, de lakhattak itt jobbágyok is, mert 1552-ben hat kapu után fizettek adót. (A defter szerint Mezőkén Söbrön falu magyar. 23 ház, ebből 20 régi és 3 új.) 1562-ben azt találjuk a defterben, hogy 14-re emelkedett a kapuk száma, vagyis egyre több jobbágy telepedett le itt.
A Gyula várához adózó falvak 1564. évi adólajstroma szerint Csaba faluszomszédainál Orosházán 50, Csorváson 29, Kétsopronyban 14, Muronyban és Kígyóson 10-10 adóalapot jelentő portát írnak össze. Az itt lakók a török megszállás első idejét jól bírhatták, mert számuk nem csökkent, hanem emelkedett. A 16. század végétől azonban már nincs adat a két faluról, tehát ebben az időben pusztulhatott el. 1723-ban Harruckern-birtok lett. Az új földesúr nem gazdálkodott ezen a vidéken, hanem Kétsopronyt is kiadta bérlőknek. Mező-Kétsopront 1744-ben a bolgár Kacsamag György, 1755-ben a török származású Jovin József és testvére bérelték. A 18. század közepén ezek a bérlők megválhattak e földtől, mert Harruckern csabai katolikusoknak adta bérbe. Ekkor olvadt össze Csaba és Nagy-Soprony határa, s ettől az időtől kezdve Csabáról is igazgatták az önálló község megalakulásáig.
A mai falu környékén csak lassan alakult ki a tömöttebb település, ennek magyarázata főleg az, hogy a kétsopronyi határban a bérlők állandóan váltogatták egymást, nem telepedtek le, s emellett a jobbágyok sem tudtak földhöz jutni. A népesség szaporodásával Békéscsaba jobbágysága egyre fokozottabban rászorult a pusztabérletre. Ezek a bér- vagy árendaföldek szoros értelemben nem viselték magukon az úrbériség jegyeit, de azáltal, hogy folyamatosan, megszakítás nélkül birtokolták a jobbágyok, lényegében a parasztbirtok szerves részét alkották. Az ilyen egyetemlegesen bérbevett jószágokat a község maga parcellázta fel lakói között.
„Valamint a sopronyi allodialis [hűbéri szolgáltatástól mentes szabad birtok], úgy a kondorosi praedialis [érdemekért kapott, rendszerint egyházi birtok] földek egyenesen a bíráknak dispositiója alá adattassanak” – olvasható a csabai bírák 1815. évi beadványában – „hogy azokat szabadon feloszthassák a földekben szűkölködő lakosok között.” A közterhek viselésével nem járó pusztabérletek használata általában előnyös volt a parasztoknak, mivel az úrbéri szolgálatoknál kedvezőbb feltételekkel volt egybekötve. (Nemegyszer több gazda fogott össze a bérlésre.) Békéscsaba felvirágzásában nem kis részben a pusztabérletek játszottak szerepet. Az úrbériség mellett több ezer holdnyi cenzualitás található a jobbágyok használatában (11 969 holdból 186-187 allodiatura a sopronyi dűlőkben).
Haan Lajos Békéscsaba története című munkája az alábbiakat idézi:
„…Csabának határa hajdan sokkal szűkebb volt mint most. Ugyanis az 1561. évi királyi commissarialis összeírásban Veszej, Csorvás, Sopron, Megyer, Gerla, Gerendás, Szentmiklós, Telek, melyek most (1858. január 1.) mind Csaba határához tartoznak, úgy említtetnek, mint külön határokkal bíró faluk.”
Halmos Béla Békéscsaba és környéke területrendezésének települési kérdéseivel foglalkozó tanulmányában a következőket írja:
„Csaba földrajzi fekvésében lappangó helyzeti erőket éppen környékének pusztulása és újratelepülése mozdította meg. Harruckern János 1718-ban Gömör vármegye kishanti részéből ág. ev. vallású tót jobbágyokat hozott Csabára. (1717. évi lakosai ugyanekkor elköltöztek.) A következő évtizedekben (1717–1789 között) pedig sorozatos adományozásokkal Harruckern a Csaba körül elpusztult középkori falvak (Kerekegyháza, Mezőmegyer, Gerla, Ölyved, Gerendás, Mező-Kétsoprony, Fövenyes és Mezőszentmiklós puszta határainak kisebb-nagyobb részeiből kialakította a megnépesített Csaba falu óriási (56 7099 kat. holdnyi) új határát is. A földművelés általánossá válásával megindult a város hatalmas határának betanyásodása.
A falutlan mezőháti tanyavilág Békés vármegyei részének majdnem közepén a városoktól messze, egészen későn (1876) telepített Kondoros falu alá délkelet felől (átlag 8 kilométerre) benyúló és Békéscsabának a legtávolabb (átlag 17 kilométerre) eső sopronyi határcsücsökben három párhuzamos dűlőút két oldalán három majdnem útifaluszerűen zárt tanyasor épült ki.
Mindezek a tanyagócok a tanyatelepülés túlfejlődésével önként is megindult falvasodás kiinduló bázisaivá lettek. (Gerendás 1923-ban, Mezőmegyer 1927-ben vált ki.)”

## Közélete

### Polgármesterei
| Polgármester | Polgármester         | Polgármester | Megjegyzés |
| ------------ | -------------------- | ------------ | ---------- |
| 1990–1994    | Dr. Kossuth László   | független    |            |
| 1994–1998    | Dr. Ancsin János     | KDNP         |            |
| 1998–2002    | Völgyi Sándor László | független    |            |
| 2002–2006    | Völgyi Sándor László | független    |            |
| 2006–2010    | Völgyi Sándor László | független    |            |
| 2010–2014    | Völgyi Sándor László | független    |            |
| 2014–2019    | Völgyi Sándor László | független    |            |
| 2019–2024    | Völgyi Sándor László | független    |            |
| 2024–        | Völgyi Sándor László | független    |            |

## Népesség
A település népességének változása:
| Lakosok száma | 1348 | 1336 | 1268 | 1245 | 1245 | 1244 | 1241 |
|               | 2013 | 2014 | 2019 | 2021 | 2022 | 2023 | 2024 |

2001-ben a település lakosságának 66%-a magyar, 33%-a szlovák és 1%-a egyéb (főleg német, szerb és szlovén) nemzetiségűnek vallotta magát.
A 2011-es népszámlálás során a lakosok 92,4%-a magyarnak, 0,4% németnek, 0,3% románnak, 26,4% szlováknak mondta magát (7,6% nem nyilatkozott; a kettős identitások miatt a végösszeg nagyobb lehet 100%-nál). A vallási megoszlás a következő volt: római katolikus 64,4%, református 3,5%, evangélikus 9,1%, görögkatolikus 0,2%, felekezeten kívüli 12,3% (10,3% nem nyilatkozott).
2022-ben a lakosság 92,1%-a vallotta magát magyarnak, 16,7% szlováknak, 0,2% cigánynak, 0,1-0,1% szlovénnek, szerbnek, románnak és görögnek, 1,5% egyéb, nem hazai nemzetiségűnek (7,9% nem nyilatkozott; a kettős identitások miatt a végösszeg nagyobb lehet 100%-nál). Vallásuk szerint 44,8% volt római katolikus, 6,3% evangélikus, 3,1% református, 0,1% ortodox, 0,6% görög katolikus, 1% egyéb keresztény, 0,3% egyéb katolikus, 11,2% felekezeten kívüli (32,3% nem válaszolt).

## Címerének leírása
Álló, kerek talpú, kékkel és zölddel köldökében vágott pajzs. A kék mezőben, a pajzsfő jobb oldalán tizenhat ágú, aranyló nap ragyog, ugyanott a bal oldalon ezüst holdsarló látszik; a cölöp helyén stilizált, karcsú, arany templomtorony emelkedik fekete hármas toronyablakkal, fekete toronysisakkal és (latin) kereszttel. A zöld mezőben kettős szarufás elrendezésben két alul-felül kihegyezett lebegő cölöptől jobbra és balra négy-négy bal-, illetve jobb haránt vágott, hegyes cölöp helyezkedik el (profánul: kettős fordított V alakot formázva). A pajzstalpban három aranyló gabonakalász alkot lebegő csokrot.
A címerben a stilizált templomtorony különlegesen fejezi ki a lakosság mélyen vallásos érzületét, ugyanakkor a templom keresztje jobb oldalán a nappal, balján a holddal a település Árpád-kori előzményére is utal a „lignum crucis - arbor vitae” (a kereszt fája az élet fája) jegyében, ugyanis ez a „világfára” célzó jelképes ábrázolás már IV. Béla király egy veretén is megjelenik. A településnek a középkorban két temploma is volt. Árpád-kori létét régészeti leletek, a 15. századtól pedig írásos dokumentumok is bizonyítják.
A kettős szarufa elrendezésű cölöpökből képzett ábrázolást a falu neve sugallta. Azért van két azonos alakzat, hogy e név előtagját („két”) hangsúlyozza, a második névelem - a Soprony - pedig ószláv vagy román eredetű, jelentése „szín, karám, fészer” lehetett. Mindenesetre a 18. században az elnéptelenedett vidékre betelepülő szlovákok még értették és megtartották e nevet.
A gabonakalászokból álló „csokor” azt hangsúlyozza, hogy a lakosság hajdan is, ma is mezőgazdasági munkával keresi meg mindennapi kenyerét.

## Környező települések
Békéscsaba, Kamut, Csorvás, Telekgerendás, Kondoros

## Látnivalók
- Katolikus templom (1937)
- II. világháborús emlékmű Mladonyiczky Béla szobrászművész alkotása; a polgármesteri hivatal előtti parkban áll).
- Trianoni emlékmű (2010), lakossági kezdeményezés segítségével készült.
- Tanya 301 alatti számon Tanya Múzeum található és megtekinthető.